# 돕덕
돕덕은 대한민국의 래퍼다. 2015년 EP 앨범 [나는 (Feelin'MySelf)]으로 데뷔했다.

## 방송
- 사인히어 (2019) - Top15(13위)

## 공연
- 매드라이브 (2016)